# قيمة الأعمال
في الإدارة، قيمة الأعمال هي مصطلح غير رسمي يشمل جميع أشكال القيمة التي تحدد صحة الشركة ورفاهيتها على المدى الطويل. توسّع قيمة الأعمال مفهوم قيمة الشركة بما يتجاوز القيمة الاقتصادية (المعروفة أيضًا باسم الربح الاقتصادي، والقيمة الاقتصادية المضافة، وقيمة حامل الأسهم) لتشمل أشكالًا أخرى من القيمة مثل قيمة الموظف، وقيمة العميل، وقيمة المورد وقيمة شريك القناة، وقيمة شريك التحالف، والقيمة الإدارية، والقيمة المجتمعية. لا تُقاس العديد من أشكال القيمة هذه بشكل مباشر من الناحية النقدية.
غالبًا ما تتضمن قيمة الأعمال أصولًا غير ملموسة لا تُنسب بالضرورة إلى أي مجموعة من أصحاب المصالح. وتشمل الأمثلة رأس المال المعرفي ونموذج الأعمال الخاص بالشركة. إن منهجية بطاقة النتائج المتوازنة هي واحدة من أكثر الطرق شعبية لقياس وإدارة قيمة الأعمال.

## الفلسفة
يتماشى مفهوم قيمة الأعمال مع النظرية القائلة إنه من الأفضل رؤية الشركة كشبكة من العلاقات الداخلية والخارجية. تسمى هذه الشبكات أحيانًا شبكة قيمة أو سلسلة قيمة. يمكن لكل عقدة في الشبكة أن تكون عبارة عن جماعات مصالح، أو موردًا، أو مؤسسة، أو مستهلكين نهائيين، أو مجموعات مصالح، أو جهات تنظيمية أو البيئة نفسها. في شبكة القيمة، يُنظر إلى إنشاء القيمة على أنه عملية تعاونية وإبداعية وتآزرية بدلاً من كونها آلية بحتة أو ناتجة عن القيادة والتحكم.
إذا اعتُبرت الشركة أنها شبكة من الكيانات التي تنشئ القيمة، يصبح السؤال هو كيف تساهم كل عقدة في الشبكة في أداء الشركة الكلي وكيف تتصرف وتستجيب لمصالحها الخاصة. عندما تكون هذه العقد منظمات مستقلة (مثل الموردين) أو وكلاء (مثل العملاء)، فمن المفترض أن تسعى الشركة إلى علاقة تعاونية مربحة يحصل فيها جميع الأطراف على قيمة. وحتى عندما لا تكون العقد في الشبكة مستقلة تمامًا (مثل الموظفين)، فمن المفترض أن تكون الحوافز مهمة وأن تتجاوز التعويض المالي المباشر.
في حين أنه من المرغوب جدًا ترجمة جميع أشكال قيمة الأعمال إلى مقياس اقتصادي واحد (مثل التدفق النقدي المخصوم)، يعتقد العديد من الممارسين والمنظرين أن هذا إما غير ممكن أو مستحيل نظريًا. لذلك، يعتقد المدافعون عن قيمة الأعمال أن أفضل طريقة تكمن في قياس وإدارة أشكال متعددة من القيمة عند تطبيقها على كل مجموعة من أصحاب المصالح.
حتى الآن، لا توجد نظريات مُشكلة جيدًا حول كيفية ارتباط العناصر المختلفة لقيمة الأعمال ببعضها البعض وكيف يمكن أن تسهم في نجاح الشركة على المدى الطويل. أحد الأساليب الواعدة هو نموذج العمل، ولكن نادراً ما تصبح هذه الأساليب رسمية.

## التاريخ
كان بيتر دروكر من أوائل المؤيدين لقيمة الأعمال بكونها هدفًا مناسبًا للشركة، خاصة وأنّه على الشركة أن تخلق قيمة للعملاء والموظفين (خاصة العاملين في مجالات معرفية) ولشركاء التوزيع. كانت إدارته بالأهداف أداةً لتحديد الأهداف وصنع القرار بهدف مساعدة المديرين في جميع المستويات على إنشاء قيمة أعمال. ولكنه كان يشك في إمكانية جعل حركيّات قيمة الأعمال رسمية، على الأقل ليس باستخدام الأساليب الحالية.
يعود لمايكل بورتر الفضل في إشاعة مفهوم سلسلة القيمة.

## مكونات قيمة الأعمال

### قيمة حاملي الأسهم
بالنسبة لشركة عامة التداول، فإن قيمة حاملي الأسهم هي جزء من رأسمال الشركة المقابل للدَين طويل الأمد. في حال وجود نوع واحد فقط من الأسهم، فستبلغ القيمة تقريبًا عدد الأسهم القائمة مضروبًا بسعر السهم الحالي. تزيد الأشياء مثل توزيعات الأرباح من قيمة حاملي الأسهم بينما يخفضها إصدار الأسهم (خيارات الأسهم). يجب مقارنة القيمة المضافة لحاملي الأسهم بالزيادة المتوسطة/المطلوبة في القيمة، والمعروفة أيضًا بتكلفة رأس المال.
بالنسبة للشركات ذات الملكية الخاصة، يجب تقدير قيمة الشركة بعد الديون باستخدام إحدى طرق التقييم العديدة، على سبيل المثال التدفقات النقدية المخصومة أو غيرها.

### قيمة العملاء
قيمة العميل هي القيمة التي يتلقاها العميل النهائي لمنتج أو خدمة. يمكن أن يشمل العميل النهائي فردًا واحدًا (مستهلكًا) أو مؤسسة ذات أفراد متعددين يلعبون أدوارًا مختلفة في عمليات الشراء/ الاستهلاك. يُنظر إلى قيمة العملاء بشكل متنوع باعتبار كونها منفعة، وجودة، وفوائد، ودرجة رضا العملاء.
بدأت إدارة قيمة العملاء من قبل راي كوردوبليسكي في الثمانينيات من القرن العشرين، وقد ناقشها في كتابه: «إتقان إدارة قيمة العملاء» والنسخة الموسعة منه هي كتاب «إدارة القيمة الإجمالية للعملاء» المُعدّل بواسطة غوتام ماهاجان، والذي عرض الفكرة لأول مرة في كتابه: «استثمار قيمة العملاء: الصيغة للنجاح المستدام للأعمال وإدارة القيمة الإجمالية للعملاء».

### معرفة الموظف
غالبًا ما تكون معرفة الموظف من الأصول منقوصة القيمة في الشركات وهي أيضًا أكثر شيء يوجد عليه خلاف في التقارير. الموظفون هم أثمن الأصول التي تملكها الشركة وأكثر فئة نتوقع منها تحقيق الأشياء، ولكنهم غالبًا ما يعانون من أوضاع سيئة عندما يتعلق الأمر بالقيم المطبقة عليهم.

### قيمة شريك القناة
هي القيمة التي يدعمها النشاط التجاري في علاقات الشركاء في العمل. تؤكد قيمة الشريك هنا على أن وجودها يمكن أن يكون حاسمًا لعمل الشركة. فسيزول وجودها وتتوقف عن تنفيذ الأنشطة التجارية إذا تقلصت أو فُقدت قيمة الشريك.

## إستراتيجيات لخلق قيمة الأعمال
تقاس الزيادة أو الانخفاض في قيمة الأعمال التي ينتجها أي إجراء بشكل تقليدي من خلال ما يخص رضا العملاء، أو نمو الإيرادات، أو الربحية، أو حصة السوق، أو حصة المحفظة، أو نسبة البيع المتقاطع، أو معدلات استجابة الحملة التسويقية، أو مدة العلاقة.

### قيمة الأعمال لتكنولوجيا المعلومات
هناك العديد من العوامل التي تلعب دورًا في التأثير الذي تملكه قيمة الأعمال لتكنولوجيا المعلومات. العامل الأكثر أهمية هو التوافق بين تكنولوجيا المعلومات والعمليات التجارية، والهيكل التنظيمي، والإستراتيجية. على أعلى المستويات، يتحقق هذا التوافق من خلال الدمج السليم لهيكلية الشركات، وهيكلية الأعمال، وتصميم العمليات، وتصميم المؤسسات، ومقاييس الأداء.
على مستوى البنية التحتية للحوسبة والاتصالات، تقيّد عوامل الأداء التالية قدرات تكنولوجيا المعلومات وتحددها جزئيًا:
- قابلية الاستخدام
- القدرة الوظيفية
- التوافر
- الموثوقية، وإمكانية الاسترداد
- الأداء (الإنتاجية، زمن الاستجابة، القدرة على التنبؤ، القدرة، إلخ)
- الأمان
- سرعة الأداء

وُضع مصطلح «التصميم المعتمد على القيمة» لشرح النهج المتبع في التخطيط لتغيير الأعمال (خاصة الأنظمة) بناءً على التحسينات الإضافية لقيمة الأعمال، يظهر هذا بوضوح في تطوير البرمجيات حسب أجايل، إذ تُحدّد أولويات كل تكرار لتسليم المنتج بناء على ما يوفره أعلى محركات قيمة الأعمال.

## الانتقادات
تعد قيمة الأعمال مفهومًا غير رسمي ولا يوجد إجماع، سواءً في الأوساط الأكاديمية أو بين المتخصصين في الإدارة، على معناها أو على دورها في اتخاذ القرارات بشكل فعال. ويمكن حتى أن يُوصف المصطلح بأنه «كلمة طنانة» يستخدمها مختلف الاستشاريين، وشركات المحللين، والمديرين التنفيذيين، والمؤلفين والأكاديميين.
يعتقد بعض النقاد أن قياس القيمة الاقتصادية، أو الربح الاقتصادي، أو قيمة حاملي الأسهم هو أمر كامل بما يكفي لتوجيه عملية صنع القرار. ويعتبرون جميع أشكال القيم الأخرى بمثابة وسيط -بصفة أساسية- لتحقيق الهدف النهائي المتمثل في الربح الاقتصادي. علاوة على ذلك، إذا لم تساهم هذه القيم في تحقيق ربح اقتصادي، فهي في الواقع تشتيت لانتباه الشركة.
يعتقد بعض النقاد الآخرين أن الجهود المكثفة لقياس قيمة الأعمال ستكون إلهاءً أكثر من أنها ذات فائدة. على سبيل المثال، هناك خوف من أن يصبح صانعو القرار مشوشين إذا كانت لديهم الكثير من الأهداف والتدابير التي يجب مراعاتها.